# Orzechowo (stacja kolejowa)
Orzechowo – stacja kolejowa, posterunek bocznicowy obsługujący fabrykę Sklejka Orzechowo, położona na linii kolejowej numer 281 Oleśnica-Chojnice we wsi Orzechowo, w woj. wielkopolskim, w Polsce.

## Ruch pasażerski
| Rok  | Wymiana pasażerska na dobę |
| ---- | -------------------------- |
| 2017 | –                          |
| 2022 | 100-149                    |

## Historia
Stację oddano do użytku 30 czerwca 1875 roku, natomiast oficjalne otwarcie nastąpiło 4 lipca 1875 roku. Początkowo linia kolejowa była jednotorowa. W 1906 roku linię przebudowano na dwutorową. Elektryfikację stacji przeprowadzono w latach 1974-1975.